# تیرانداز (فیلم ۱۹۹۵)
تیرانداز (انگلیسی: The Shooter) فیلمی در ژانر اکشن و مهیج به کارگردانی تد کاچف است که در سال ۱۹۹۵ منتشر شد. از بازیگران آن می‌توان به دولف لاندگرن و جان اشتون اشاره کرد.